# Hiperforin
A Hiperforin (Hyperforin) egy a közönséges orbáncfűben termelődő fitokémiai anyag. Úgy hiszik, hogy a hiperforin a közönséges orbáncfű 3 legfőbb hatóanyagának egyike a hipericin és néhány flavonoid mellett.

## Előfordulás
A hiperforin nagyobb mennyiségben kizárólag a közönséges orbáncfűben (Hypericum perforatum) található meg, de kisebb mennyiségben előfordul a bőrlevelű orbáncfűben (Hypericum calycinum) és egyéb orbáncfűfélékben is. Úgy hiszik a hiperforin egy reuptake inhibitor.

## Kémiai tulajdonságok
A hiperforin egy prenilált floroglucin származék. A hiperforin felépítését egy kutatócsoport magyarázta meg a Moszkvai Szovjet Tudományos Akadémián és a tanulmányt 1975-ben publikálták. A hiperforin nem természetes enantiomerjének teljes szintéziséről 2010-ben, míg a természetes enantiomeréről 2012-ben számoltak be.
A hiperforin fény és oxigén jelenlétében instabil.